# Full-Reuenthal
Full-Reuenthal is een gemeente en plaats in het Zwitserse kanton Aargau en maakt deel uit van het district Zurzach.
Full-Reuenthal telt 816 inwoners.